# Михаил (Русия)
Вижте пояснителната страница за други личности с името Михаил.
Михаил Фьодорович Романов (на руски: Михаи́л Фёдорович Рома́нов) е цар на Русия, първият от династията Романови. Управлението му слага край на Смутното време и възстановява стабилността на страната.

## Произход
Михаил Романов е син на Фьодор Романов и Ксения Ивановна. Баща му е първи братовчед на цар Фьодор I, който умира без да остави наследници, и, според някои източници, изявява желание да бъде наследен от Фьодор Романов. След избора за цар на Борис Годунов родителите на Михаил са изпратени в манастир, като приемат имената Филарет и Марта. Филарет бързо се издига в църковната йерархия, като е избран за митрополит на Москва.

## Цар на Русия
След отблъскването на полските войски от Москва през 1613 там е свикан Земски събор, който трябва да избере нов цар. След продължителни спорове и издигане на различни кандидатури на 14 март 1613 Земският събор обявява за цар Михаил Романов, който по това време е на 16 години. Михаил Романов е обявен за цар, докато същият се намира в Ипатиевския манастир в Кострома, а три века по-късно на династията му е сложен край в къщата на Ипатиев в Екатеринбург, в която на 17 юли 1918 г. е убит последният цар от династията Романови, Николай II.
В първите години от управлението си той се намира под влиянието на майка си, тъй като баща му е в плен в Жечпосполита.
Основен проблем пред Русия в началото на управлението на Михаил са продължаващите войни с Швеция и Жечпосполита. На 17 февруари 1617 той успява да сключи с Швеция Столбовския договор. Според него Русия си връща контролирания от шведите Новгород, но трябва да изплати парични компенсации и да се откаже от излаза си на Балтийско море и крепостта Шлиселбург.
През 1617 полският престолонаследник Владислав, който през 1610 е избран за руски цар и все още поддържа претенциите си, организира голям поход срещу Москва, в който се включват и много украински казаци, водени от хетмана Конашевич-Сагайдачни. През есента на 1618 той наближава Москва, но не успява да превземе града и на 1 декември е сключено Деулинското примирие. Според него Жечпосполита запазва Смоленск, Новгород Северски и Чернигов. Двете страни разменят и пленниците си, като в Москва се завръща митрополит Филарет. На следващата година той е избран за патриарх и практически управлява страната до смъртта си през 1633.
През 1632 цар Михаил прави опит да си върне Смоленск и подновява войната с Жечпосполита. След като руската армия е разбита, примирието е подновено. През остатъка от управлението си царят се стреми към поддържане на мира. Когато през 1637 донските казаци превземат османската крепост Азов, той отказва да ги подкрепи и през 1642 те са принудени да изоставят града.
Цар Михаил страда от прогресивно заболяване на крака, като в края на живота си вече не може да ходи. През цялото си управление той оставя държавните дела на своите съветници.

## Фамилия
Цар Михаил се жени два пъти, първо през 1624 за княгиня Мария Долгорукова, която умира 4 месеца по-късно, а след това за Евдокия Стрешньова. От втората си съпруга Михаил Романов има 10 деца, от които две доживяват до зряла възраст – наследникът му Алексей и дъщеря му Ирина. Михаил провежда продължителни преговори, с цел да ожени дъщеря си за Валдемар, син на датския крал. Принцът дори пристига в Москва, но след като отказва да приеме православието бракът пропада и той остава задържан в Русия до смъртта на царя.